# Kostel Navštívení Panny Marie (Lomnice)

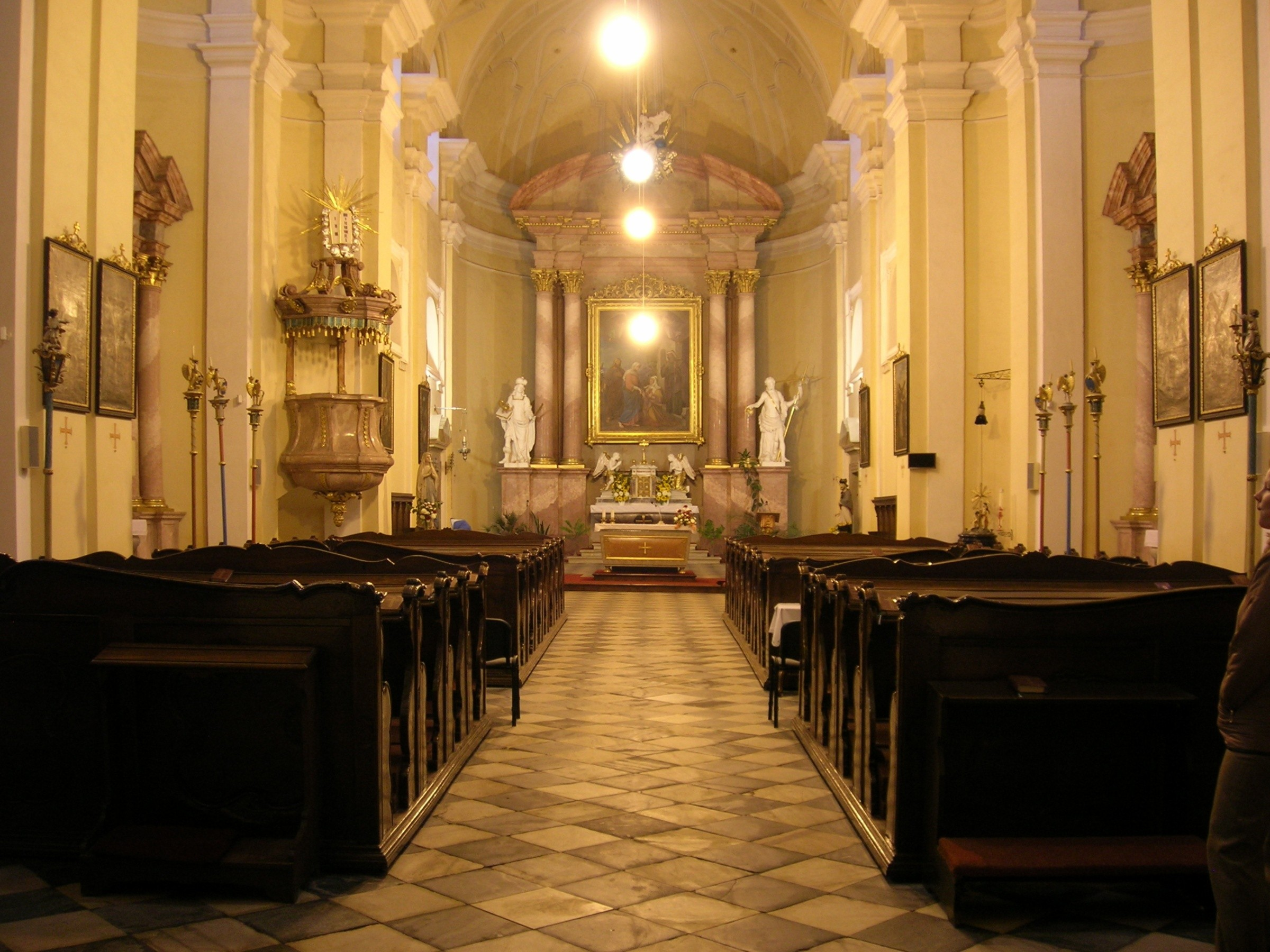
Interiér

Kostel Navštívení Panny Marie je římskokatolický chrám v městysu Lomnice v okrese Brno-venkov. Je chráněn jako kulturní památka a je farním kostelem lomnické farnosti.

## Historie
Původní středověký lomnický kostel se nacházel uprostřed náměstí v místě pozdějšího mariánského sloupu a byl obklopen hřbitovem, jenž byl obehnán zdí. Kostel byl orientován na východ, jinak o podobě tohoto chrámu není mnoho známo. Dle archeologických nálezů pocházel zřejmě z druhé poloviny 13. století. Od druhé poloviny 16. století do začátku třicetileté války jej využívali evangelíci. Po obnovení místní římskokatolické správy byl roku 1650 vídeňským biskupem Filipem Fridrichem Breunerem nově vysvěcen a získal patrocinium odkazující na svatého Víta a svatého Jana Křtitele. V roce 1668 byl kostel svatého Víta a svatého Jana Křtitele vybaven třemi oltáři, z nichž hlavní byl zasvěcen oběma hlavním patronům a boční oltáře nesly zasvěcení ke svatému Šebestiánovi a ke svaté Markétě. V té době se však již chrám nacházel ve špatném technickém stavu a ani kapacitně nedostačoval rostoucímu městečku. V kostele se také nacházela socha trůnící Panny Marie s dítětem (Madona z Lomnice), která pochází z poloviny 13. století.
Majitel panství, hrabě František Gabriel Serényi, nechal v 60. letech 17. století zpracovat kompletní urbanistický projekt nového náměstí. Plán počítal v severozápadní uliční frontě náměstí s výstavbou zcela nového kostela, vedle nějž se měla nacházet fara a na druhé straně možná další budova (snad špitál). Naopak v protější jihovýchodní uliční frontě byla naplánována budova radnice. V místě původního kostela uprostřed náměstí měl být postaven mariánský sloup coby připomínka původního chrámu. Ten měl být zbořen a do doby dokončení nového kostela měla k veřejným bohoslužbám sloužit kaple svatého Františka Serafínského na lomnickém hradě, kde sídlili Serényiové. Plocha zrušeného hřbitova měla být vydlážděna mramorem a obehnána ozdobným plotem.
Hrabě Serényi požádal 22. listopadu 1668 olomouckého biskupa Karla II. z Lichtenštejna-Kastelkornu o svolení ke stavbě nového kostela a mariánského sloupu, které obdržel 14. března 1669. Stavba nového barokního kostela Navštívení Panny Marie byla zahájena položením základního kamene dne 8. června 1669 za přítomnosti zábrdovického opata Gottfrieda Olenia. Projekt chrámu o výšce 26 sáhů, šířce 6 sáhů a se dvěma věžemi v průčelí snad pocházel od Giovanniho Pietra Tencally, jeho realizaci prováděl brněnský stavitel Pavel Weinberger, kterého zřejmě po roce 1673 nahradil brněnský mistr Jan Křtitel Erna. Kostel byl benedikován opatem Oleniem v roce 1682 a od té doby se v něm mohly konat bohoslužby. Dokončovací práce však pokračovaly i v dalších letech, včetně realizace vnitřního vybavení chrámu, do nějž byla přenesena také Madona z Lomnice. Kostel byl vysvěcen v roce 1755 olomouckým biskupem Fedrinandem Juliem Troyerem.

## Novodobé opravy a údržba
- 1966–1971 – obnovena fasáda celého kostela i věží.
- 1972 – Pořízeny nové zvony z německé Apoldy. Jeden je zasvěcen sv. Cyrilu a Metodějovi, druhý sv. Václavu.
- 1973 – Ulit nový zvon ve Zbraslavi, zasvěcen sv. Vojtěchu a sv. Prokopovi.
- 1993 – Pořízen zvon z Halenkova zasvěcený sv. Ludmile a sv. Anežce České.
- 1982–1983 – Opravena střecha kostela.
- 2001 – Rekonstruována fara.
- 2004 – Opravena fasáda fary.
- 2008 – Oprava střechy kostela.
- 2018 – Obnova fasády kostela.[3] V rámci soutěže „Nejlépe opravená kulturní památka Jihomoravského kraje v roce 2018“ kostel zvítězil v hlasování. Farnost jako vlastník památky získala Cenu veřejnosti ve výši 60 tisíc korun.[4]